# 당알코올

에리트리톨은 당알코올이다. 에리트리톨은 설탕에 비해 단맛이 60–70%이지만 섭취시 칼로리가 훨씬 적다.

당알코올(영어: sugar alcohol)은 일반적으로 당으로부터 유도된 유기 화합물로, 각 탄소 원자에 한 개의 하이드록시기(–OH)가 부착되어 있다. 당알코올은 다가알코올(영어: polyhydric alcohol), 폴리알코올(영어: polyalcohol), 알디톨(영어: alditol), 글리시톨(영어: glycitol)이라고도 불린다. 당알코올은 자연적으로 생성되거나 당의 수소화에 의해 산업적으로 생산될 수 있는 흰색의 수용성 고체이다. 당알코올은 하이드록실기를 여러 개 포함하고 있기 때문에 폴리올로 분류된다.
당알코올은 식품 산업에서 증점제 및 감미료로 널리 사용된다. 상업용 식품에서 당알코올은 일반적으로 약한 단맛을 상쇄하기 위해 고강도 인공 감미료와 함께 설탕(수크로스) 대신에 사용된다. 자일리톨과 소르비톨은 상업용 식품에서 널리 사용되는 당알코올이다. 설탕과 유사하거나 비슷한 감미도를 가지고 있으면서 칼로리가 낮지만, 다량 섭취할 경우 설사를 일으킬 수 있다.
적정량 이상을 섭취할 경우 설사를 일으킨다는 점 때문에 한국어권인 대한민국에서는 식품 등의 표시, 광고에 관한 법률에 따라 과량 섭취 시 설사를 일으킬 수 있다는 표시를 하도록 규정되어 있으나, 세계보건기구와 유엔식량농업기구의 식품첨가물전문가위원회(JECFA)에서는 적정량 이상을 섭취하여도 신체에 위해를 끼치지 않는다는 판단에 따라 일일섭취허용량을 정하고 있지 않다.

## 화학 구조
당알코올의 일반적인 화학식은 HOCH2(CHOH)nCH2OH이다. 대표적으로 당은 수소 원자가 2개 더 적다(예: HOCH2(CHOH)nCHO 또는 HOCH2(CHOH)n−1C(O)CH2OH). 당알코올은 종류에 따라 사슬의 길이가 다르다. 대부분의 당알코올은 5개 또는 6개의 탄소 사슬을 가지고 있는데, 이는 각각 5탄당과 6탄당으로부터 유도되었기 때문이다. 당알코올은 각각의 탄소마다 한 개의 하이드록실기가 붙어 있다. 당알코올은 이러한 하이드록실기의 상대적인 배향(입체화학)에 의해 더욱 구별된다. 당은 고리로 존재하려는 경향이 있는 반면, 당알코올은 그렇지 않다. 그러나 당알코올은 탈수되어 고리형 에터를 생성할 수 있는데, 예를 들어 소르비톨은 아이소소르바이드로 탈수될 수 있다.
화학적으로 당류와 전분류를 환원시킨 것으로 친수성을 띄면서 환원형을 가지고 있는 케톤이나 알데하이드를 알코올기로 환원시킨 것이다. 모든 산소가 하이드록시기로 존재하여 카보닐기를 잃으면서 고리 구조가 선형 구조로 바뀌게 된다. 이때 감미도와 감미질이라는 물리화학적인 성질 뿐만 아니라 생리적인 성질도 변한다.

## 합성

### 소르비톨과 만니톨
소르비톨과 만니톨은 이성질체이지만 합성 방법은 다르다. 만니톨은 더 이상 천연 공급원으로부터 얻지 않는다. 현재 만니톨은 레이니 니켈 촉매를 사용하여 설탕의 수소화를 통해 얻는다. 포도당과 만노스의 소르비톨과 만니톨로의 전환 과정은 다음과 같다.
HOCH2CH(OH)CH(OH)CH(OH)CH(OH)CHO +  H2 → HOCH2CH(OH)CH(OH)CH(OH)CH(OH)CHHOH
이러한 방식으로 매년 백만 톤 이상의 소르비톨이 생산된다. 소르비톨은 옥수수 시럽을 주로 사용하여 제조되지만, 사과나 배, 복숭아, 자두와 같은 과일에서도 발견된다. 자일리톨과 락티톨도 이와 비슷한 방식으로 얻을 수 있다.

### 에리트리톨
에리트리톨은 포도당과 설탕(수크로스)을 발효시켜 얻는다.

## 종류
만니톨과 소르비톨은 하이드록시기의 방향만 다를 뿐 화학적 구조가 동일한 이성질체이다.
| - 에틸렌 글리콜 (2탄소) - 글리세롤 (3탄소) - 에리트리톨 (4탄소) - 트레이톨 (4탄소) | - 아라비톨 (5탄소) - 자일리톨 (5탄소) - 리비톨 (5탄소) | - 만니톨 (6탄소) - 소르비톨 (6탄소) - 갈락티톨 (6탄소) - 푸시톨 (6탄소) - 이디톨 (6탄소) - 이노시톨 (6탄소, 고리형 당알코올) | - 볼레미톨 (7탄소) - 아이소말트 (12탄소) - 말티톨 (12탄소) - 락티톨 (12탄소) - 말토트라이이톨 (18탄소) - 말토테트라이톨 (24탄소) - 폴리글리시톨 |

단당류와 이당류는 둘 다 당알코올을 형성할 수 있다. 그러나 이당류(예: 말티톨 및 락티톨)로부터 유도된 당알코올은 하나의 알데하이드 그룹만 환원에 사용할 수 있기 때문에 완전히 수소화되지 않는다.

## 식품 첨가물로서의 당알코올
당알콜은 감미료나 습윤제, 안정제, 증점제 등의 용도로 과자, 음료, 껌, 다이어트 식품 등의 가공 식품에 사용된다. 다음의 표는 가장 널리 사용되는 당알코올의 상대적인 단맛과 식품 열량을 보여준다. 당알코올의 식품 열량 함량의 차이에도 불구하고 EU 라벨링 요구 사항은 모든 당알코올에 2.4 kcal/g의 총괄 값을 지정하도록 하고 있다.
| 이름 | 상대적인 단맛 (%)a | 식품 열량 (kcal/g)b | 상대적인 식품 열량 (%)b | 혈당 지수c | 최대 비완하제 용량 (g/kg 체중) | 치아 산도d |
| --- | ------------------ | ------------------- | ----------------------- | ---------- | ------------------------------ | ---------- |
| 아라비톨 | 70                 | 0.2                 | 5.0                     | ?          | ?                              | ?          |
| 에리트리톨 | 60–80              | 0.21                | 5.3                     | 0          | 0.66–1.0+                      | 없음       |
| 글리세롤 | 60                 | 4.3                 | 108                     | 3          | ?                              | ?          |
| 수소화 녹말 가수분해산물 | 40–90              | 3.0                 | 75                      | 35         | ?                              | ?          |
| 아이소말트 | 45–65              | 2.0                 | 50                      | 2–9        | 0.3                            | ?          |
| 락티톨 | 30–40              | 2.0                 | 50                      | 5–6        | 0.34                           | 소수       |
| 말티톨 | 90                 | 2.1                 | 53                      | 35–52      | 0.3                            | 소수       |
| 만니톨 | 40–70              | 1.6                 | 40                      | 0          | 0.3                            | 소수       |
| 소르비톨 | 40–70              | 2.6                 | 65                      | 9          | 0.17–0.24                      | 소수       |
| 자일리톨 | 100                | 2.4                 | 60                      | 12–13      | 0.3–0.42                       | 없음       |
| 각주: a = 수크로스는 100%. b = 포도당, 설탕, 과당과 같은 당을 포함하고 있는 탄수화물은 ~4.0 kcal/g 및 100%이다. c = 포도당은 100이고, 설탕은 60–68이다. d = 포도당, 설탕, 과당과 같은 당은 높다. 참고 문헌: |                    |                     |                         |            |                                |            |

## 생화학적 특성
당알코올은 설탕만큼 달지 않으며, 설탕보다 식품 열량이 약간 적다. 당알코올의 풍미는 설탕과 비슷하며 일부 고강도 감미료의 불쾌한 뒷맛을 가리는 데 사용할 수 있다.
당알코올은 구강 세균에 의해 대사되지 않기 때문에 충치를 유발하지 않는다. 이 중, 자일리톨은 구조적으로 수소와 탄소 및 하이드록시기로 이루어진 3좌 배위자(tridentate ligand) 형태를 띠고 있다. 이 3좌 배위자는 칼슘 이온을 결합시키는데, 이때 칼슘 이온은 세포막에는 흡수되지만 치아를 에워 싸 충치를 억제한다.
단맛 외에도 일부 당알코올은 무설탕의 딱딱한 사탕이나 껌과 같이 고농축되면 입 안에서 눈에 띄는 시원한 느낌을 줄 수 있다. 이와 같은 것은 예를 들어 소르비톨, 에리트리톨, 자일리톨, 만니톨, 락티톨, 말티톨의 결정상에서 일어난다. 시원한 감각은 당알코올의 용해가 흡열 반응이기 때문이며, 강한 용해열로 인해 일어난다.
당알코올은 당분율의 50%로 흡수되며, 혈당 지수를 사용하여 설탕에 미치는 영향을 비교하여 측정하였을 때 혈당에 대한 영향이 비교적 적은 편이다.
에리트리톨 외의 당알코올은 흡수되지 않은 당알코올은 지나친 양을 섭취하면 삼투 효과로 인해 복부 팽만감과 설사를 유발할 수 있다.
하지만 당알코올은 낮은 칼로리를 가진 것일 뿐 탄수화물이 존재하기 때문에 과용할 경우 혈당을 증가시키는 원인이 될 수 있다. 다만, 에리트리톨은 실제로 소장에서 흡수되어 변형되지 않고 소변을 통해 배설되기 때문에 단맛은 나지만 칼로리는 발생하지 않는다.

## 참고 자료
- 김소희 외 7인 (2009년 12월). “식품 중 당알콜류(이노시톨 등 8품목) 분석법 개발 연구”. 《식품의약품안전평가원》 (식품의약품안전청).

## 같이 보기
- 당단백질
- 당지질
- 당펩타이드
- 당뉴클레오타이드
- 당인산
- 대체 감미료